# ريتشارد بالانتين
ريتشارد بالانتين (بالإنجليزية: Richard Ballantine)‏ هو صحفي أمريكي، ولد في 25 يوليو 1940 في كينغستون في الولايات المتحدة، وتوفي في 29 مايو 2013 في لندن في المملكة المتحدة.